# Ozodes ibidiinus
Ozodes ibidiinus là một loài bọ cánh cứng trong họ Cerambycidae.